# Cenaculum
Das Cenaculum (von lateinisch cena „Mahl“) war ursprünglich das im Obergeschoss befindliche Speisezimmer im römischen Haus. Man nahm dort die täglichen, informellen Mahlzeiten ein im Gegensatz zu den im Erdgeschoss sich befindenden repräsentativen Räumen, in denen man Gäste empfing.
Später meinte Cenaculum das gesamte Obergeschoss. Diese Räume dienten häufig zur Unterbringung von Sklaven und wurden auch vermietet, wodurch Cenaculum schließlich die Bedeutung einer „ärmlichen Wohnung“ annahm.